# Edwardsville (Pennsilvània)
Edwardsville és una població dels Estats Units a l'estat de Pennsilvània. Segons el cens del 2000 tenia 4.984 habitants.

## Demografia
Segons el cens del 2000, Edwardsville tenia 4.984 habitants, 2.345 habitatges, i 1.280 famílies. La densitat de població era de 1.630,8 habitants per quilòmetre quadrat.
Dels 2.345 habitatges en un 26,6% hi vivien nens de menys de 18 anys, en un 31,2% hi vivien parelles casades, en un 18,9% dones solteres, i en un 45,4% no eren unitats familiars. En el 41,1% dels habitatges hi vivien persones soles el 21,3% de les quals corresponia a persones de 65 anys o més que vivien soles. El nombre mitjà de persones vivint en cada habitatge era de 2,09 i el nombre mitjà de persones que vivien en cada família era de 2,81.
Per edats la població es repartia de la següent manera: un 22,7% tenia menys de 18 anys, un 8,8% entre 18 i 24, un 26,7% entre 25 i 44, un 20,6% de 45 a 60 i un 21,2% 65 anys o més.
L'edat mediana era de 38 anys. Per cada 100 dones de 18 o més anys hi havia 73 homes.
La renda mediana per habitatge era de 20.000 $ i la renda mediana per família de 26.908 $. Els homes tenien una renda mediana de 25.733 $ mentre que les dones 21.657 $. La renda per capita de la població era de 13.464 $. Entorn del 26,9% de les famílies i el 25,9% de la població estaven per davall del llindar de pobresa.

## Poblacions més properes
El següent diagrama mostra les poblacions més properes.